# 羅甸服
羅甸服 （1910年—1994年5月3日）字商山，陝西商縣人；曾任參謀處長、總統府戰地視察官、陸軍總司令徵兵督導組長、砲兵指揮官、少將指揮官等職。來臺灣後歷任陸軍總部第三署組長、國防部陸軍總部徵兵督導署督導組長、憲政研討委會委員等。民國42年4月14日增補第一屆國民大會陝西省代表（第四行政督察區商縣選區）。